# Utile e futile
Utile e futile è un programma televisivo, spin-off di Unomattina, andato in onda su Rai Uno dal 1993 al 1995 condotto da Monica Leofreddi insieme a Sebastiano Somma dalla stagione 1994-1995.
Utile e Futile nasce per riaccendere la fascia del mezzogiorno di Rai Uno e fu dato un programma a Monica Leofreddi.

## Il programma
Il programma offriva numerose rubriche legate alla gestione della casa, alla difesa del consumatore e ai vari aspetti legati alla quotidianità. Il costo di ogni puntata era di 20 milioni di lire. Nella stagione successiva la trasmissione modificò completamente la formula: realizzata in diretta dallo studio 3 di Saxa Rubra, con la conduzione della riconfermata Leofreddi e di Sebastiano Somma, si trasformò in una sfida amichevole a colpi di ricette tra due paesi italiani, presenti per un’intera settimana. La gara, che vedeva la partecipazione di due ospiti vip a puntata, era l’occasione per conoscere oltre alla cucina, anche le tradizioni, le musiche e i mille volti dell’Italia. Il programma portava la firma di Emilio Ravel, Mauro De Cillis, Simona Fasullo, Ferdinando Lauretani e Paola Megas.

## Edizioni
| Edizione | Stagione  | Conduttori       | Conduttori       |
| -------- | --------- | ---------------- | ---------------- |
| 1ª       | 1993-1994 | Monica Leofreddi |                  |
| 2ª       | 1994-1995 | Monica Leofreddi | Sebastiano Somma |